# Hilarion Truilhier
Pour les articles homonymes, voir Truilhier.
Hilarion Truilhier (Marseille, 16 février 1779-Badajoz, 30 mars 1812), est un officier français ayant participé de 1807 à 1809 à la mission Gardane en Perse.

## Biographie
Fils du négociant Michel Truilhier et de Félicité Antoinette Madeleine Gabrielle Françoise Perrache de Pierrerüe, petit-fils du premier échevin de Marseille Mathieu Truilhier, Hilarion Truilhier grandit au sein d'une famille riche et éclairée. En 1792, son frère, Jacques Truilhier (1772-1852), se porte volontaire à la compagnie générale de la légion noire de Mirabeau à l'Armée de Condé. La même année, Hilarion s'engage à son tour dans cette légion et est nommé  lieutenant de 2e classe du génie, puis de 1re, capitaine en premier au 5e bataillon de sapeurs, il est rapatrié avec les restes de l'Armée d’Égypte.
Capitaine de génie, membre de la mission Gardane dont le but est de reconnaître les routes terrestres vers l'Inde pour préparer une invasion par Napoléon, Truilhier ne suit pas le même chemin que le reste de l'expédition.
Il passe ainsi par la Syrie et la Mésopotamie et relève la route de Bagdad à Téhéran, à travers les monts Zagros en passant par Kermanshah et Hamadan.
Il est ensuite chargé d'explorer, de juillet à septembre 1808, les provinces sud de la Perse et l'Afghanistan. Il longe alors l'Elbrouz, traverse le désert du Khorassan et visite Méched. De Méched, il prend les chemins désertiques qui le mènent à Yezd dans le Kohistan avant de rejoindre Ispahan en septembre et de revenir à Téhéran où il retrouve le reste de la mission Gardane.
Le 25 juin 1809, Napoléon le nomme Chef de Bataillon. Après avoir séjourné à l'Armée du Nord, il est envoyé en Espagne et y participe à la défense d'Almeida (avril-mai 1811).
Officier de la Légion d'honneur (6 juillet 1811), commandant en second sous les ordres du colonel Lamarre, il est tué le 29 mars 1812 lors du second siège de Badajoz.

## Publication
- Mémoire descriptif de la route de Téhéran à Méched et de Méched à Yezd, reconnue en 1807 par le cap. Truilhier... par. Daussy, publications de fragments de ses notes de voyages, 1841.